# Ian Cole
Pour les articles homonymes, voir Cole.
Ian Cole (né le 21 février 1989 à Ann Arbor, Michigan aux États-Unis) est un joueur professionnel américain de hockey sur glace qui évolue actuellement au poste de défenseur pour les Canucks de Vancouver dans la LNH. 

## Biographie

### Carrière en club
Il est sélectionné à la 18e place au total lors du repêchage d'entrée dans la LNH 2007 par les Blues de Saint-Louis. Après deux saisons passées dans le programme américain de développement, il se joignit au Fighting Irish de Notre Dame en 2007. Il devient professionnel en 2010 avec les Rivermen de Peoria de la Ligue américaine de hockey.
Le 6 novembre 2010, il joue son premier match dans la LNH contre les Bruins de Boston. Le 9 mars 2011, il marque son premier but dans une victoire 4-3 contre les Blue Jackets de Columbus.
Le 1er janvier 2012, il est suspendu 3 matchs pour son coup illégale à la tête à Justin Abdelkader.
Le 2 mars 2015, il est échangé aux Penguins de Pittsburgh en retour de Robert Bortuzzo et d'un choix de 7e tour au repêchage de 2016. 
Il gagne la Coupe Stanley avec les Penguins en 2015-2016 et en 2016-2017.
Le 24 février 2018, Cole est échangé au Sénateurs d'Ottawa avec le gardien Filip Gustavsson, un choix de 1er tour au repêchage de 2018 et un choix de 3e tour au repêchage de 2019 contre Derick Brassard, Vincent Dunn et un choix de 3e tour au repêchage de 2018. Deux jours plus tard, le 26 février 2018, il est échangé aux Blue Jackets de Columbus contre un choix de 3e tour pour le repêchage de 2020.
Le 1er juillet 2018, il signe un contrat de 3 ans avec l'Avalanche du Colorado.
Le 20 janvier 2021, il est échangé au Wild du Minnesota contre Greg Pateryn. Le 28 juillet 2021, il signe un contrat d'un an et 2,9 millions de $ avec les Hurricanes de la Caroline.

### Carrière internationale
Il représente les États-Unis en sélections jeunes.

## Statistiques

### En club
| Saison     | Équipe                       | Ligue      |     | Saison régulière | Saison régulière | Saison régulière | Saison régulière | Saison régulière |   | Séries éliminatoires | Séries éliminatoires | Séries éliminatoires | Séries éliminatoires | Séries éliminatoires |
| Saison     | Équipe                       | Ligue      | PJ  | B                | A                | Pts              | Pun              | PJ               | B | A                    | Pts                  | Pun                  |                      |                      |
| 2005-2006  | U.S. Équipe Nationale U18    | NAHL       | 40  | 2                | 8                | 10               | 75               | -                | - | -                    | -                    | -                    |                      |                      |
| 2006-2007  | U.S. Équipe Nationale U18    | NAHL       | 16  | 2                | 7                | 9                | 28               | -                | - | -                    | -                    | -                    |                      |                      |
| 2007-2008  | Fighting Irish de Notre Dame | NCAA       | 43  | 8                | 12               | 20               | 40               | -                | - | -                    | -                    | -                    |                      |                      |
| 2008-2009  | Fighting Irish de Notre Dame | NCAA       | 38  | 6                | 20               | 26               | 58               | -                | - | -                    | -                    | -                    |                      |                      |
| 2009-2010  | Fighting Irish de Notre Dame | NCAA       | 30  | 3                | 16               | 19               | 55               | -                | - | -                    | -                    | -                    |                      |                      |
| 2009-2010  | Rivermen de Peoria           | LAH        | 9   | 1                | 4                | 5                | 4                | -                | - | -                    | -                    | -                    |                      |                      |
| 2010-2011  | Rivermen de Peoria           | LAH        | 44  | 5                | 10               | 15               | 63               | -                | - | -                    | -                    | -                    |                      |                      |
| 2010-2011  | Blues de Saint-Louis         | LNH        | 26  | 1                | 3                | 4                | 35               | -                | - | -                    | -                    | -                    |                      |                      |
| 2011-2012  | Riverman de Peoria           | LAH        | 22  | 1                | 3                | 4                | 26               | -                | - | -                    | -                    | -                    |                      |                      |
| 2011-2012  | Blues de Saint-Louis         | LNH        | 26  | 1                | 5                | 6                | 22               | 2                | 0 | 0                    | 0                    | 0                    |                      |                      |
| 2012-2013  | Riverman de Peoria           | LAH        | 34  | 3                | 11               | 14               | 43               | -                | - | -                    | -                    | -                    |                      |                      |
| 2012-2013  | Blues de Saint-Louis         | LNH        | 15  | 0                | 1                | 1                | 10               | -                | - | -                    | -                    | -                    |                      |                      |
| 2013-2014  | Blues de Saint-Louis         | LNH        | 46  | 3                | 8                | 11               | 31               | -                | - | -                    | -                    | -                    |                      |                      |
| 2014-2015  | Blues de Saint-Louis         | LNH        | 54  | 4                | 5                | 9                | 44               | -                | - | -                    | -                    | -                    |                      |                      |
| 2014-2015  | Penguins de Pittsburgh       | LNH        | 20  | 1                | 7                | 8                | 7                | 5                | 0 | 2                    | 2                    | 8                    |                      |                      |
| 2015-2016  | Penguins de Pittsburgh       | LNH        | 70  | 0                | 12               | 12               | 59               | 24               | 1 | 2                    | 3                    | 14                   |                      |                      |
| 2016-2017  | Penguins de Pittsburgh       | LNH        | 81  | 5                | 21               | 26               | 72               | 25               | 0 | 9                    | 9                    | 22                   |                      |                      |
| 2017-2018  | Penguins de Pittsburgh       | LNH        | 47  | 3                | 10               | 13               | 52               | -                | - | -                    | -                    | -                    |                      |                      |
| 2017-2018  | Blue Jackets de Columbus     | LNH        | 20  | 2                | 5                | 7                | 24               | 6                | 0 | 3                    | 3                    | 2                    |                      |                      |
| 2018-2019  | Avalanche du Colorado        | LNH        | 71  | 2                | 13               | 15               | 115              | 12               | 0 | 5                    | 5                    | 16                   |                      |                      |
| 2019-2020  | Avalanche du Colorado        | LNH        | 65  | 4                | 22               | 26               | 36               | 15               | 0 | 2                    | 2                    | 10                   |                      |                      |
| 2020-2021  | Avalanche du Colorado        | LNH        | 2   | 0                | 0                | 0                | 0                | -                | - | -                    | -                    | -                    |                      |                      |
| 2020-2021  | Wild du Minnesota            | LNH        | 52  | 1                | 7                | 8                | 32               | 7                | 0 | 0                    | 0                    | 6                    |                      |                      |
| 2021-2022  | Hurricanes de la Caroline    | LNH        | 75  | 2                | 17               | 19               | 83               | 14               | 1 | 1                    | 2                    | 10                   |                      |                      |
| 2022-2023  | Lightning de Tampa Bay       | LNH        | 78  | 3                | 14               | 17               | 61               | 6                | 1 | 2                    | 3                    | 4                    |                      |                      |
| 2023-2024  | Canucks de Vancouver         | LNH        | 78  | 2                | 9                | 11               | 61               | 13               | 0 | 2                    | 2                    | 6                    |                      |                      |
| 2024-2025  | Club de hockey de l'Utah     | LNH        | 82  | 1                | 16               | 17               | 77               | -                | - | -                    | -                    | -                    |                      |                      |
| Totaux LNH | Totaux LNH                   | Totaux LNH | 908 | 35               | 175              | 210              | 821              | 129              | 3 | 28                   | 31                   | 98                   |                      |                      |

### En équipe nationale
| Année | Équipe         | Compétition                  |   | PJ | B | A | Pts | Pun               |  | Résultat |
| 2007  | États-Unis U18 | Championnat du monde -18 ans | 7 | 4  | 1 | 5 | 6   | Médaille d'argent |  |          |
| 2008  | États-Unis U20 | Championnat du monde junior  | 6 | 0  | 0 | 0 | 6   | 4e place          |  |          |
| 2009  | États-Unis U20 | Championnat du monde junior  | 6 | 2  | 2 | 4 | 4   | 5e place          |  |          |

## Trophées et honneurs personnels

### National Collegiate Athletic Association
- 2008-2009 : nommé dans la 1re équipe d'étoiles américaine de l'association de l'Ouest

### Ligue nationale de hockey
- 2015-2016 : vainqueur de la coupe Stanley avec les Penguins de Pittsburgh (1)
- 2016-2017 : vainqueur de la coupe Stanley avec les Penguins de Pittsburgh (2)